# Ле-Рекюле
Ле-Рекюле́ (фр. Le Reculey) — коммуна во Франции, находится в регионе Нижняя Нормандия. Департамент коммуны — Кальвадос. Входит в состав кантона Ле-Бени-Бокаж. Округ коммуны — Вир.
Код INSEE коммуны — 14532.

## Население
Население коммуны на 2010 год составляло 259 человек.
| 1962 | 1968 | 1975 | 1982 | 1990 | 1999 | 2010 |
| ---- | ---- | ---- | ---- | ---- | ---- | ---- |
| 206  | 187  | 165  | 179  | 169  | 200  | 259  |

## Экономика
В 2010 году среди 169 человек трудоспособного возраста (15—64 лет) 131 были экономически активными, 38 — неактивными (показатель активности — 77,5 %, в 1999 году было 73,6 %). Из 131 активных жителей работали 128 человек (69 мужчин и 59 женщин), безработных было 3 (2 мужчин и 1 женщина). Среди 38 неактивных 14 человек были учениками или студентами, 14 — пенсионерами, 10 были неактивными по другим причинам.